# Broadband remote access server

Schemat połączeń xDSL

Broadband remote access server (BRAS, B-RAS lub BBRAS) – serwer szerokopasmowego dostępu zdalnego.
Kieruje ruch do i z urządzeń szerokopasmowego dostępu zdalnego takich jak DSLAM (ang. Digital Subscriber Line Access Multiplexer) w sieci dostawcy usług internetowych ISP (ang. Internet Service Provider). BRAS można także określić jako bramę sieci szerokopasmowej BNG (ang. Broadband Network Gateway).
BRAS znajduje się na brzegu głównej sieci dostawcy usług internetowych i agreguje sesje użytkowników z sieci dostępowej. To właśnie w BRAS dostawca usług internetowych może wprowadzić zarządzanie polityką i jakością usług IP QoS (ang. Quality of Service).
Konkretne zadania BRAS obejmują:
- Agregowanie obwodów z co najmniej jednego urządzenia zapewniającego dostęp do łącza, takich jak DSLAM
- Zapewnia łączność w warstwie 2 za pośrednictwem transparentnego mostkowania lub sesji PPP (ang. Point to Point Protocol) przez Ethernet lub sesji ATM (ang. Asynchronous Transfer Mode)
- Narzuca polityki jakości usług (QoS)
- Zapewnia łączność w warstwie 3 i kierowanie ruchu IP przez sieć szkieletową dostawcy usług internetowych do Internetu[4].

DSLAM zbiera ruch wielu abonentów do centralnego punktu tak, że może być on transportowany do przełącznika (switcha) lub routera przez Frame Relay, ATM, lub połączenie Ethernet.
Router zapewnia logiczne zakończenie sieci. Typowe metody dostępu do łącza obejmują PPP over Ethernet – PPPoE (ang. Point to Point Protocol over Ethernet), PPP over ATM – PPPoA (ang. Point to Point Protocol over ATM) sesje hermetyzowane, mostkowane Ethernet przez ATM lub Frame Relay (RFC 1483 ↓ / RFC 1490 ↓) lub zwykły Ethernet. W przypadku dostępu opartego na ATM lub Frame Relay, poszczególni abonenci identyfikowani są za pomocą wirtualnych identyfikatorów. Abonenci podłączeni za pośrednictwem urządzeń zdalnego dostępu opartych na sieci Ethernet są zwykle identyfikowani za pomocą identyfikatorów VLAN (ang. Virtual LAN) lub znaczników MPLS (ang. Multiprotocol Label Switching). Działając jako punkt zakończenia sieci, BRAS jest odpowiedzialny za przypisywanie klientom parametrów sieciowych, takich jak adresy IP. BRAS jest także pierwszym przeskokiem IP od klienta do Internetu.
BRAS jest także interfejsem do systemów uwierzytelniania, autoryzacji i rozliczeń (patrz RADIUS).